# عبدالقاهر بغدادی
عبدالقاهر بغدادی (۹۸۰–۱۰۳۷ میلادی) دین پژوه و شاعر اهل بغداد و عضو دارالحکمه بود. مهمترین اثر او کتاب الفرق بین الفرق ( ترجمه آن : تاریخ مذاهب اسلام ) است که در آن به فرقه های پیدا شده در اسلام اشاره میکند.

## زندگی
او که زادگاهش بغداد بود پس‌از مهاجرت پدرش، ابوعبدالله طاهر بن محمدبن عبدالله بغدادی، ساکن نیشابور شد و سرانجام بر اثر واقعه‌ای که از آن با عنوان «فتنهٔ ترکمانان» یاد کرده‌اند، به اسفراین نقل مکان کرد.
پدرش طاهر بن محمد (درگذشتهٔ ۳۸۳ قمری) خود اهل علم و حدیث، خوشنویس و بازرگانی ثروتمند بود. گفته‌اند که عبدالقاهر تمام اموال موروثی خود را در راه علم انفاق کرد و دچار فقر و تنگدستی شد. عبدالقاهر در چندین علم از جمله فقه، کلام، حساب، ادبیات و حدیث برجستگی یافت و به تدریس پرداخت. سُبکی از قول فخررازی در ریاض المونقة، او را در جدل و ردّ مخالفان ستوده، و همو در طبقات الوسطی مناظراتی از بغدادی ذکر کرده که نشان‌دهندهٔ چیره‌دستی و توانمندی وی در مناظرة کلامی و فقهی است.
از وی اشعاری باقی مانده است که بیشتر شیوهٔ نظم‌های تعلیمی را دارد.

## آثار
1. اصول‌ الدین‌ یا  التبصره البغدادیه
2. الایضاح‌ عن‌ اصول‌ صناعه المسّاح‌ .
3. الفَرق‌ بین‌ الفِرَق‌ : به تفاوت گرایش‌های کلامی‌ در میان‌ مسلمانان‌ می‌پردازد. این کتاب توسط دکتر محمد جواد مشکور با عنوان تاریخ مذاهب اسلام ترجمه شد و در سال ۱۳۳۳ شمسی چاپ شد.
4. الملل‌ و النحل‌ :در بیان‌ آراء فرقه‌های کلامی‌ در دنیای اسلام‌
5. الناسخ‌ و المنسوخ‌ :در مورد مفهوم‌ و شرایط نسخ‌، و آیات‌ ناسخ‌ و منسوخ‌ قرآن‌